# Poulan-Pouzols
 Poulan-Pouzols  es una población y comuna francesa, ubicada en la región de Mediodía-Pirineos, departamento de Tarn, en el distrito de Albi y cantón de Réalmont.

## Demografía
| 326 | 306 | 309 | 374 | 392 | 386 |
| Para los censos de 1962 a 1999 la población legal corresponde a la población sin duplicidades (Fuente: INSEE [Consultar]) |     |     |     |     |     |